# Hans Schohl
Hans Schohl (* 25. Oktober 1952 in Landstuhl, Pfalz) ist ein deutscher Bildhauer. Er lebt und arbeitet in Kirchhain-Anzefahr in der Nähe der Universitätsstadt Marburg/Lahn.

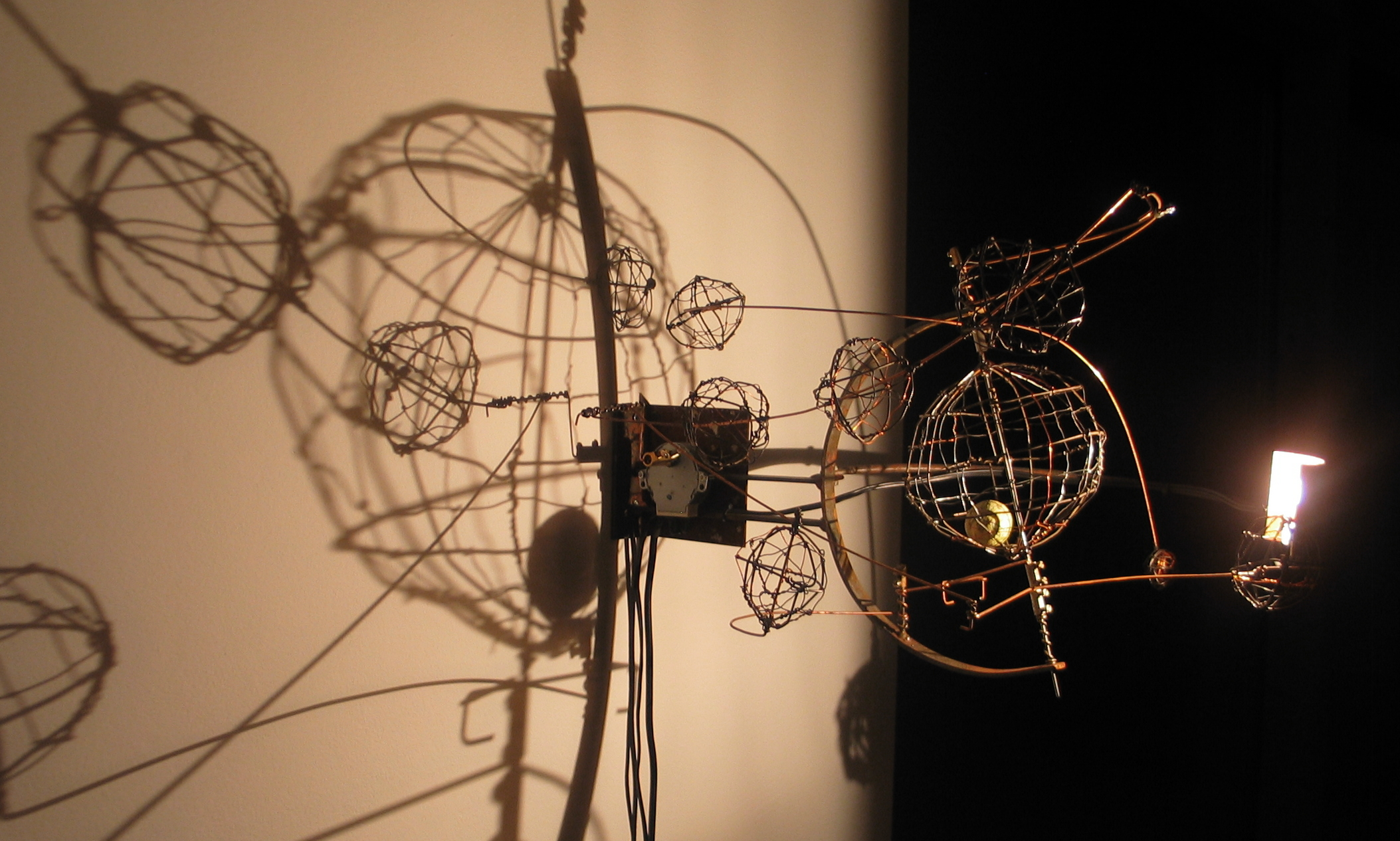
Hans Schohl, Himmelsmechanik

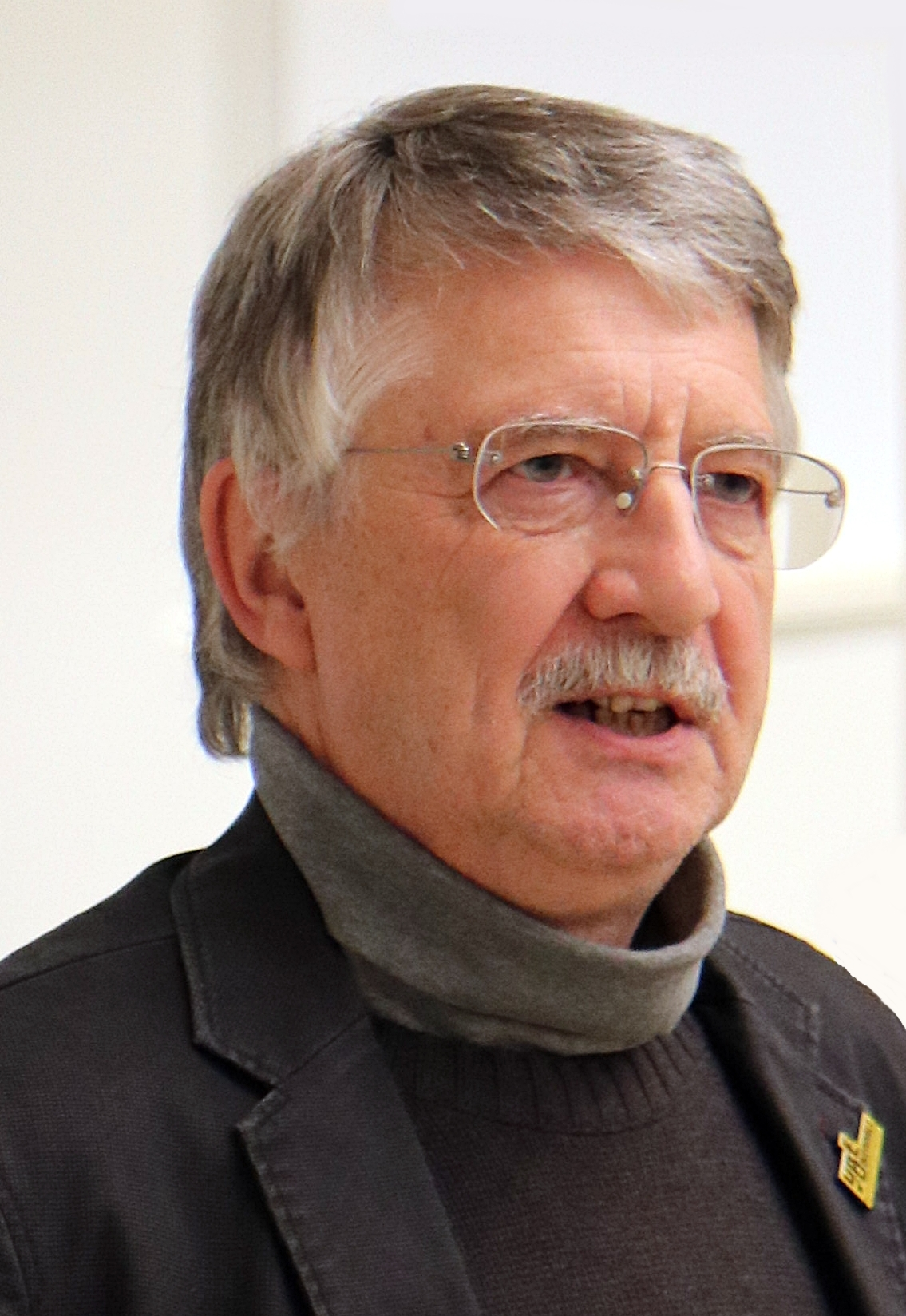
Hans Schohl

## Leben
Hans Schohl studierte von 1973 bis 1981 an der Philipps-Universität Marburg Erziehungswissenschaften, Germanistik und Politik und von 1985 bis 1987  Kunst an der Gesamthochschule Kassel. Ab 1989 Lehrtätigkeit im Fach Kunst an der Carl-Strehl-Schule in Marburg, dem einzigen grundständigen Gymnasium für blinde und sehbehinderte Schülerinnen und Schüler im deutschsprachigen Raum. Seit 1987  Ausstellungstätigkeit als Bildhauer mit dem Schwerpunkt kinetische Kunst und Mitglied der Künstlergruppe „Werkstatt Radenhausen“.

## Künstlerisches Konzept und Werk
Hans Schohl ist Bildhauer und Maschinenbauer. Seit 1985 konstruiert er kinetische Objekte. Waren es zunächst von Motoren angetriebene abenteuerliche, lärmende Maschinerien inspiriert von den Schrottskulpturen des Schweizer Künstlers Jean Tinguely, sind die Objekte der letzten Jahre kleiner, filigraner, die Bewegungen leichter, flüchtiger, zuweilen beiläufig. Zunehmend stehen die kinetischen Objekte nicht mehr für sich alleine, sondern werden in raumgreifende Installationen eingebunden. Thematischer Schwerpunkt ist dabei der Bereich Himmelsmechanik. Seit Ende der 90er Jahre gewinnt dabei die Projektion der Schatten zunehmend an Bedeutung. Kleine Lichtquellen zeichnen die zittrig lautlosen Bewegungen der fragilen Himmels- und Weltmaschinen an die Wand – die Welt wird zum  Schattentheater. Im Laufe der europäischen Kulturgeschichte waren Schatten immer wieder Gegenstand des Nachdenkens über das Sein und den Schein der Welt.

## Ausstellungen, Ausstellungsbeteiligungen, Projekte
- 2022 " … und Schatten. Eine Langzeitbeobachtung", Kunstmuseum Marburg und Landgrafenschloss Marburg und mittelalterliche Synagoge Marburg (Oberstadt) und Universitätsbibliothek Marburg (4 verschiedene Orte!)
- 2021 "Der Mensch hat keinen Preis, der Mensch hat Würde", ein Erinnerungsort für die ermordeten jüdischen Mitbürger der Stadt Neustadt/Hessen, Schlossplatz Neustadt/Hessen
- 2019 "On the Shoulders of Others", ein partizipatorisches Kunstprojekt für die Stadt Ube/Japan
- 2015   Nakanojo-Biennale, Japan, NordArt, Büdelsdorf, Rendsburg
- 2013   4. Kobe-Biennale, Japan
- 2012  Himmelsmechanik und Höllenmaschine, Kunstverein Marburg (E)
- 2010  arte laguna, Venedig, Italien
- 2009   2. Kobe Biennale, Japan, miniartextil, Como, Italien
- 2007  Himmelsmechanik und Kunstkammerstücke, Wassermühle Trittau (E), 22. Biennale Ube, Japan, 1. Biennale Kobe, Japan
- 2002   Schatten, Marburger Kunstverein, (E)

## Auszeichnungen
- 2017   27. Biennale Ube, Japan, Bausatz Tier, Construction Kit Animal (Mainichi Newspapers Prize)
- 2013    4. Kobe Biennale, Japan, The Slowdown of Time, (Encouraging Prize)
- 2010   arte laguna, Venice, Italy, volta celeste, (Mention for Best Foreign Artist)
- 2009    2. Kobe Biennale, Japan, ShadowWings, (Special Prize)
- 2007   22. Biennale Ube, Japan,,Storage For Celestial Mechanics, (Excellent Prize and Citizen-Prize), 1. Kobe Biennale, Japan, General Cargo  For Celestial Mechanics, (Special Prize) und Otto-Ubbelohde-Preis (als Mitglied der Künstlergruppe „Werkstatt Radenhausen“), Marburg

## Kataloge/Katalogbeteiligungen (Auswahl)
- 2022 Hans Schohl, " … und Schatten. Eine Langzeitbeobachtung", Kunstmuseum Marburg
- 2018  Hans Schohl, Kinetik und Skulptur, 20 Jahre Werkstatt Radenhausen
- 2015  Katalog NordArt, ISBN 978-3-9813751-8-3
- 2013  Katalog der Kobe-Biennale, ISBN 978-4-568-50587-0
- 2009  Katalog der Kobe-Biennale, ISBN 978-4-568-50422-4
- 2007  Ausstellungskatalog: Hans Schohl, Himmelsmechanik und Kunstkammerstücke, hrsg. Galerie in der Wassermühle Trittau
- 2002  Ausstellungskatalog: Hans Schohl, Schatten, Kunstverein Marburg